# Bára Grímsdóttir
Bára Grímsdóttir (født i 24. april 1960) er en islandsk sanger og komponist.
Grímsdóttir voksede i Grímstungu i Vatnsdal hvor hendes forældre og bedsteforældre sang.
I 2001 begyndte hun et samarbejde med den engelske sanger og guitarist Chris Forster.
Sammen udgav de i 2004 albummet FUNI.
Hun har også sunget i folkemusikgruppen Embla.
Som komponist har Grímsdóttir skrevet korværkerne É vil lofa eina þá og María. Drottins Liljan (1999).
Hun bidrog fire satser til det fælles islandske orgelværk Jeg hørte lyden af deres vinger.
Grímdóttir er formand for Kvæðamannafélagsins Iðunnar i Reykjavik,
og hun modtog Den Islandske Falkeorden i 2019 for bevarelsen og fornyelsen af den islandske musikalsk arv.